# Gare de Voyenne
La gare de Voyenne est une gare ferroviaire française de la ligne de La Plaine à Hirson et Anor (frontière), située sur le territoire de la commune de Voyenne dans le département de l'Aisne en région Hauts-de-France.
Une halte est mise en service en 1878 par la Compagnie des chemins de fer du Nord. C'est une halte ferroviaire de la Société nationale des chemins de fer français (SNCF) desservie par des trains TER Hauts-de-France.

## Situation ferroviaire
Établie à 72 m d'altitude, la gare de Voyenne est située au point kilométrique (PK) 159,801 de la ligne de La Plaine à Hirson et Anor (frontière), entre les gares ouvertes de Dercy - Froidmont et de Marle-sur-Serre.
Elle est équipée d'un quai, pour la voie unique, qui dispose d'une longueur totale de 71 m.

## Histoire
La halte de Voyenne est mise en service le 1er août 1878 par la Compagnie des chemins de fer du Nord.
De 2023 à 2015, selon les estimations de la SNCF, la fréquentation annuelle de la halte s'élève aux nombres indiqués dans le tableau ci-dessous.
| Année     | 2023  | 2022  | 2021  | 2020  | 2019  | 2018  | 2017  | 2016  | 2015  |
| --------- | ----- | ----- | ----- | ----- | ----- | ----- | ----- | ----- | ----- |
| Voyageurs | 9 864 | 7 538 | 8 645 | 8 592 | 8 165 | 6 987 | 3 713 | 5 144 | 6 586 |

## Service des voyageurs

### Accueil
La halte est un point d'arrêt non géré (PANG) à accès libre.

### Desserte
Voyenne est desservie par des trains TER Hauts-de-France, omnibus, qui effectuent des missions entre les gares de Laon et d'Hirson ou d'Aulnoye-Aymeries.

### Intermodalité
Le stationnement des véhicules est possible à proximité.

### Galerie de photographies

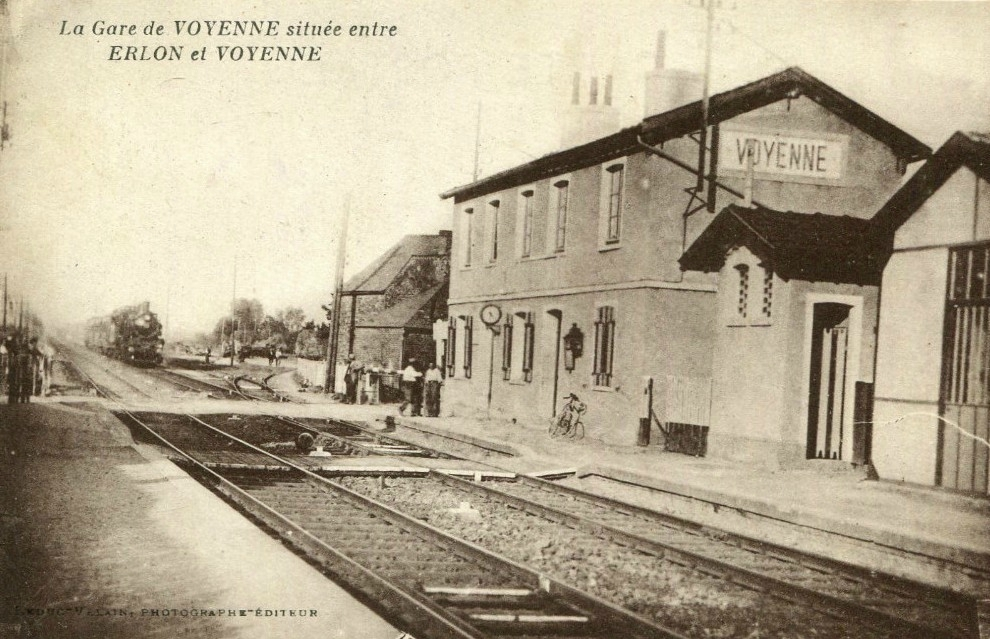
Carte postale de la gare de Voyenne vers 1925, avec sa double voie.
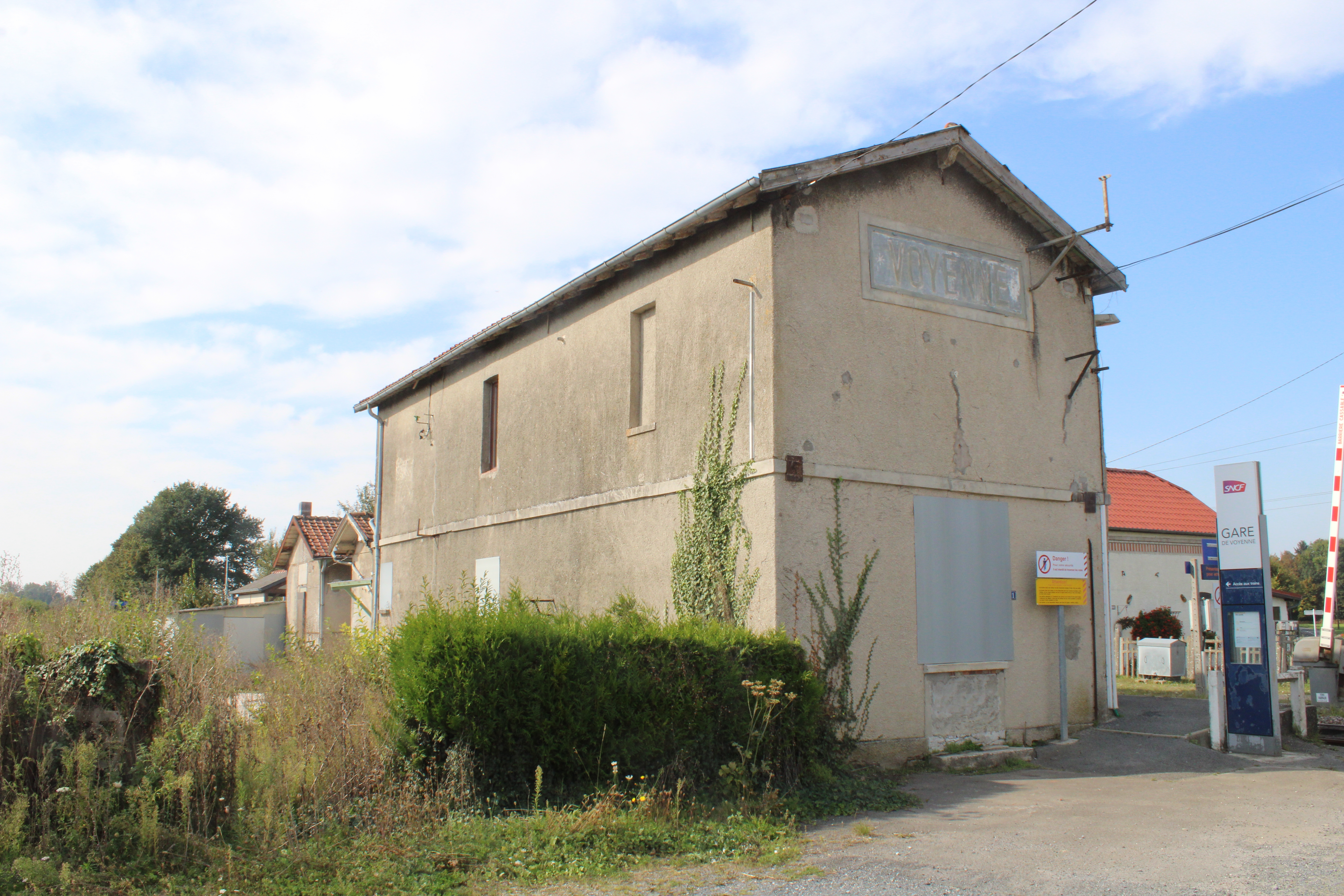
La gare de Voyenne en 2021.
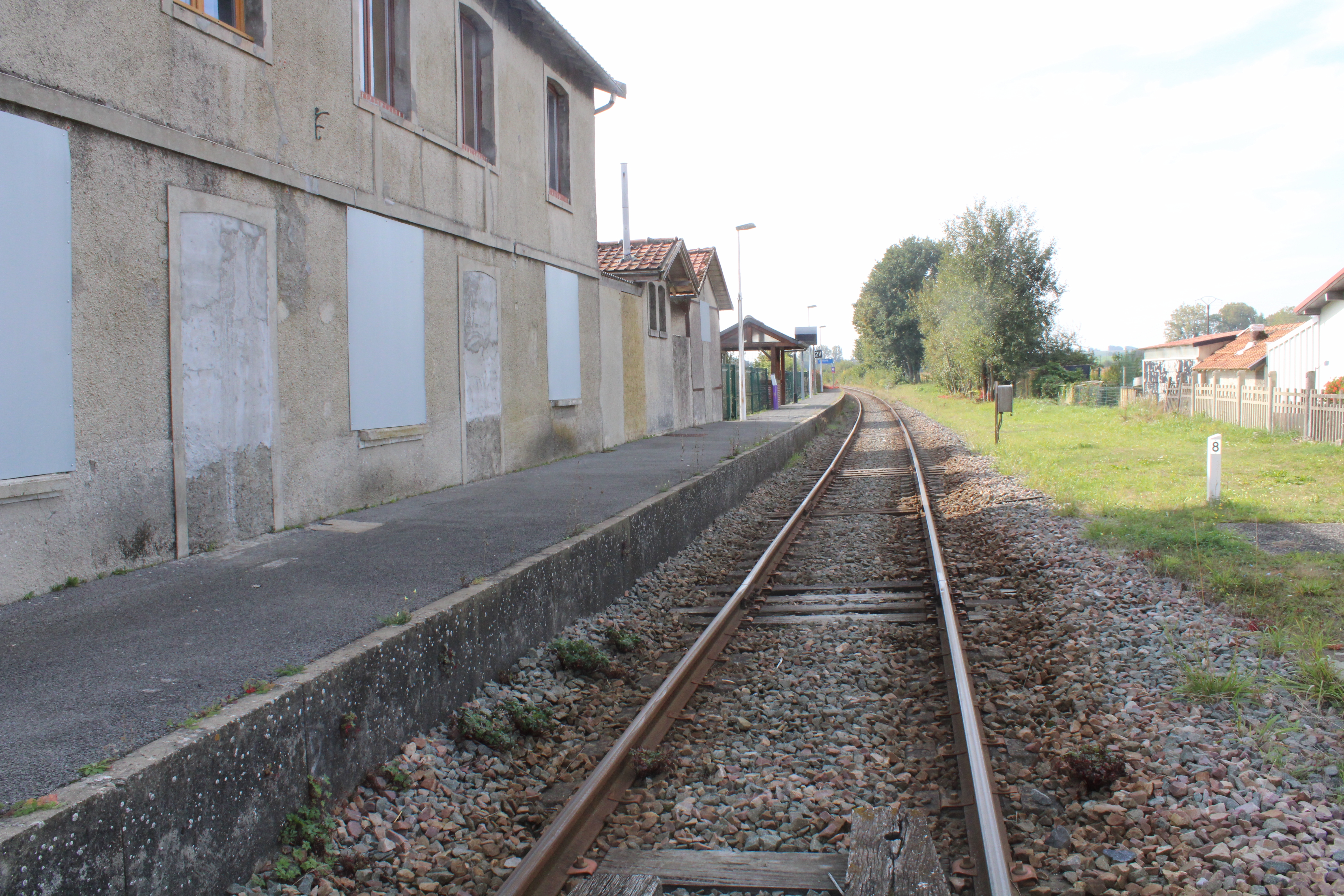
La gare de Voyenne en 2021, avec sa ligne à voie unique.